# Лин Пикнет
Лин Пикнет (на английски: Lynn Picknett) е английска журналистка, лекторка и писателка на произведения в жанра документалистика в областта на паранормалното, окултното, историческите и религиозни мистерии.

## Биография и творчество
Лин Пикнет е родена през април 1947 г. във Фолкстоун, Кент, Англия. Учи в девическата гимназия „Кралица Ан“ в Йорк. Следва английска филология и завършва с магистърска степен с отличие. След дипломирането си за кратко работи като учител и помощник в магазин.
През 1971 г. се премества в Лондон и работи в издателство „Marshall Cavendish“ като стажант редактор. През 80-те години е заместник-редактор на „The Unexplained“ (Необяснимото) и сътрудник на други издания, радиопредавания и телевизионни програми. През 1990 г. е гост-куратор на изложбата на Кралското фотографско общество „The Unexplained at Bath“, изпълнявайки същата функция през 1999 г. за Националния музей на фотографията, филма и телевизията в Брадфорд.
Първата ѝ книга „Royal Romance an Illustrated History of the Royal Love Affairs“ (Кралски любовни връзки – илюстрирана история на кралските любовни отношения) е издадена през 1979 г.
В началото на 90-те се се обединява с колегата изследовател и писател Клайв Принс. Първата им книга „Предизвикателството на Леонардо да Винчи: Истината за Торинската плащаница“ става бестселър, въпреки критиките за историческа недостоверност.
Книгата им „Прозрението на тамплиерите: Тайните пазители на истината за Христос“ от 1997 г. става основно вдъхновение на писателя Дан Браун за книгата му „Шифърът на Леонардо“.
В периода 1999 – 2003 г. тя и Клайв Принс работят съвместно със Стивън Приор, историк който работи като изследовател на тайните от времето на Втората световна война.
Освен като писател участва като експерт в научнопопулярни филми на BBC и National Geographic, посветени на историята на християнството.
Лин Пикнет живее в Лондон.

## Произведения
- Royal Romance an Illustrated History of the Royal Love Affairs (1979)
- Flights of Fancy? 100 Years of Paranormal Experiences (1987)
- Encyclopedia of Dreams (1988) – с Ана Форнари и Емилио Ромбалдини
- The Loch Ness Monster – Pitkin Guides (1993)
- The Turin Shroud: In Whose Image? the Truth Behind the Centuries-Long Conspiracy of Silence (1994) – с Клайв Принс
Предизвикателството на Леонардо да Винчи : Истината за Торинската плащаница, изд. „Мириам“ (2005), прев. Явор Иванов
- The Templar Revelation (1997) – с Клайв Принс
Прозрението на тамплиерите : Тайните пазители на истината за Христос, изд. „Мириам“ (1999, 2005), прев. Боряна Гечева
- Mary Magdalene: Christianity's Hidden Goddess (2000)
Мария Магдалина : Тайната богиня на християнството, изд.: ИК „Кръгозор“, София (2006), прев. Асен Георгиев
- Mammoth Book of UFOs (2000)
- Stargate Conspiracy: The Truth about Extraterrestrial Life and the Mysteries of Ancient Egypt (2001) – с Клайв Принс
Конспирацията Старгейт : Истината за контактите с извънземни и тайните на Древен Египет, изд. „Мириам“ (2005), прев. Явор Иванов
- Double Standards: The Rudolf Hess Cover-Up (2002) – с Клайв Принс и Стивън Приор
- War of the Windsors: A Century of Unconstitutional Monarchy (2002) – с Клайв Принс и Стивън Приор
- Friendly Fire. The Secret War between the Allies (2004) – с Клайв Принс и Стивън Приор
- The Secret History of Lucifer: Evil Angel or the Secret of Life Itself (2005)
Луцифер : Забранената пътека към познанието, изд.: ИК „Кръгозор“, София (2006), прев. Елена Кодинова
- The Sion Revelation (2006) – с Клайв Принс
Откровението на Сион, изд.: ИК „Бард“, София (2007), прев. Емилия Масларова
- The Masks of Christ: Behind the Lies and Cover-ups About the Man Believed to Be God (2008) – с Клайв Принс
- The Forbidden Universe (2011) – с Клайв Принс
- When God Had a Wife: The Fall and Rise of the Sacred Feminine in the Judeo-Christian Tradition (2019) – с Клайв Принс